# Flughafen Comayagua

i8
i11
i13

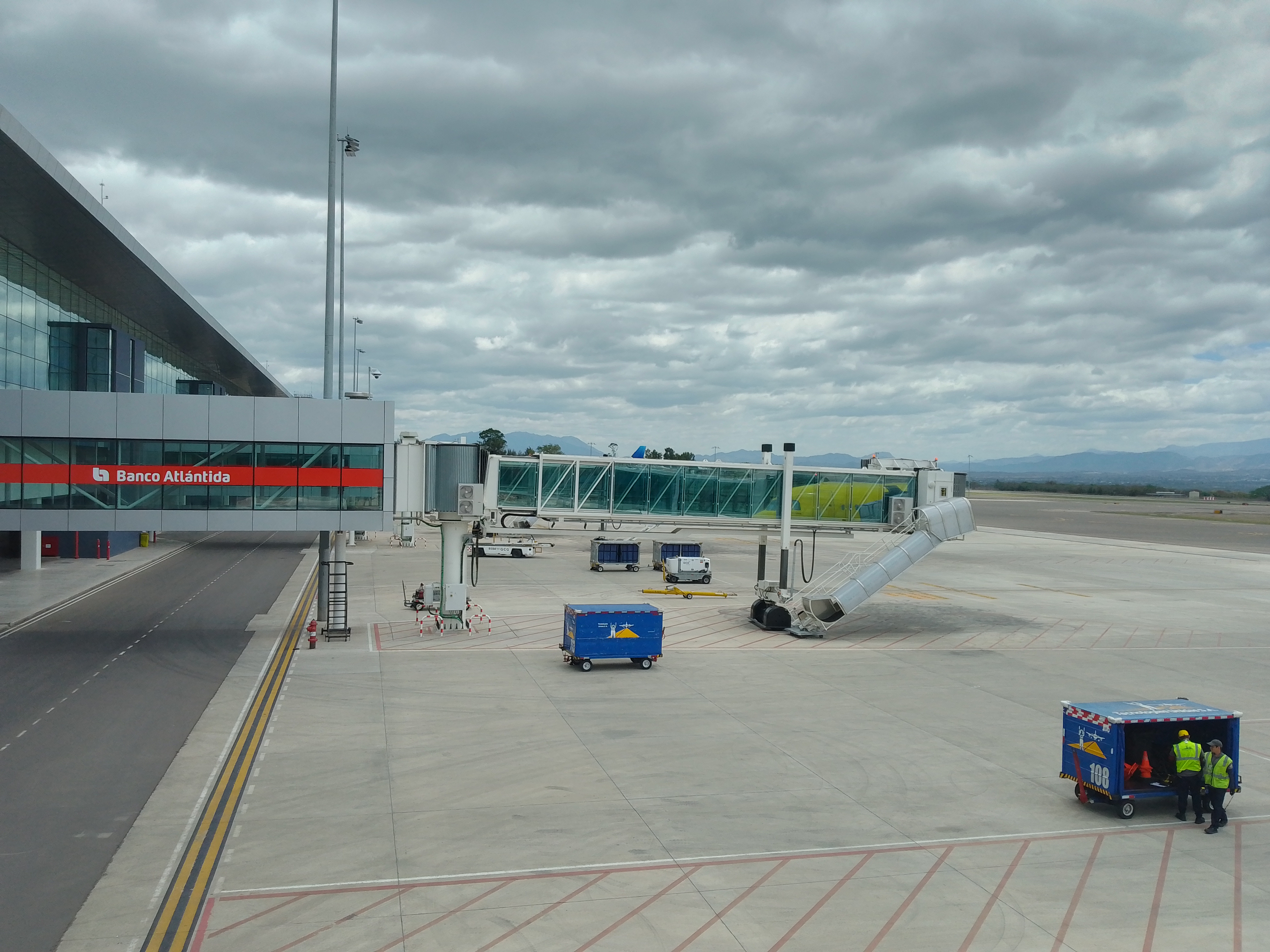
Flughafen Comayagua (2023)

Der Internationale Flughafen Comayagua (spanisch Aeropuerto Internacional de Palmerola, IATA-Code: XPL, ICAO-Code: MHPR) ist ein internationaler Flughafen in Honduras.

## Lage
Der Flughafen Comayagua liegt ca. 10 km südöstlich des Stadtzentrums von Comayagua beim Ort Palmerola und ist rund 85 km (Fahrtstrecke) von der Hauptstadt Tegucigalpa entfernt.

## Geschichte
Der Flughafen wurde im Oktober 2021 als neuer Luftknotenpunkt für Personen- und Frachtflüge eingeweiht. Er wurde auf dem Gelände des Militärflughafens Soto Cano Air Base errichtet. Erbauer und Betreiber ist die Palmerola International Airport SA (PIA) des umstrittenen Unternehmers Lenir Pérez. Die Aufnahme des Passagierluftverkehrs erfolgte im Dezember 2021.

## Struktur
Der Flughafen hat Platz für 20 Maschinen und ein 39.000 Quadratmeter großes Terminal, viermal größer als in Tegucigalpa. Geplant ist eine Auslastung mit 1,5 Millionen Passagieren im Jahr.

## Finanzierung und Korruption beim Bau
Die Konzession für den Bau des Flughafens erhielt der honduranische Unternehmer Lenir Pérez von der Honduranischen Regierung unter dem damaligen Präsidenten Juan Orlando Hernández (PNH). Lenir Pérez ist in Honduras im Baugewerbe und im Bergbau tätig. Im Jahr 2016 wurde eine Vereinbarung zum Bau des Flughafens als Public-Private Partnership unterzeichnet. Spanien steuert 53 Millionen US-Dollar durch einen Erlass von Schulden bei.
Der Jurist Joaquín Mejía vom jesuitischen Forschungszentrums ERIC-SJ in El Progreso wie auch der Nationale Antikorruptionsrat wiesen auf Unregelmäßigkeiten hin, die letztendlich eine Bevorzugung der Betreibergesellschaft Palmerola International Airport SA (PIA) von Lenir Pérez zu Lasten der öffentlichen Hand beinhalteten. Mejía bemängelte, dass die PIA eine Gewinnbeteiligung von 69,4 Prozent erhalten solle, obwohl sie nur 87 Millionen US-Dollar investiert habe, während der honduranische Staat mit 125 Millionen Dollar finanziert habe. Zudem trage der Honduranische Staat das komplette Verlustrisiko, sollten die laut Mejía unrealistisch hohen Passagier-Mindestzahlen nicht erreicht werden.
Verschiedene Menschenrechtsorganisationen bringen Pérez zudem in Verbindung mit Korruption, Drohungen und Gewalt. Daniel Langmeier vom Schweizer Honduras-Forum erklärte, er sei im Jahr 2013 auf einer Beobachtungsmission von bewaffneten Sicherheitskräften eines Pérez-Unternehmens einen halben Tag lang gefangen gehalten worden. Zudem gab er an, dass man ihm bei einer Rückkehr angedroht habe, ihn verschwinden zu lassen.
Die Flughafen München GmbH (FMG), die dem Freistaat Bayern, dem Bund und der Stadt München gehört, berät über ihr Tochterunternehmen Munich Airport International GmbH (MAI) das Unternehmen von Pérez. Als daran Kritik aufkam, sagte der bayerische Finanzminister Albert Füracker (CSU): „Zu den genannten Vorwürfen gegen Lenir Pérez hat die FMG bzw. Mai nach deren eigenen Angaben keine Kenntnis.“

## Flüge
Bereits kurz nach der Eröffnung wurden aus Sicherheitsgründen alle internationalen Flüge des Hauptstadt-Flughafens Tegucigalpa übernommen. Das erste kommerzielle Linien-Flugzeug von Spirit Airlines wurde am 11. Dezember auf dem Platz willkommen geheissen.